# منطقه اشتوتگارت

لوگوی ناحیهٔ اشتوتگارت

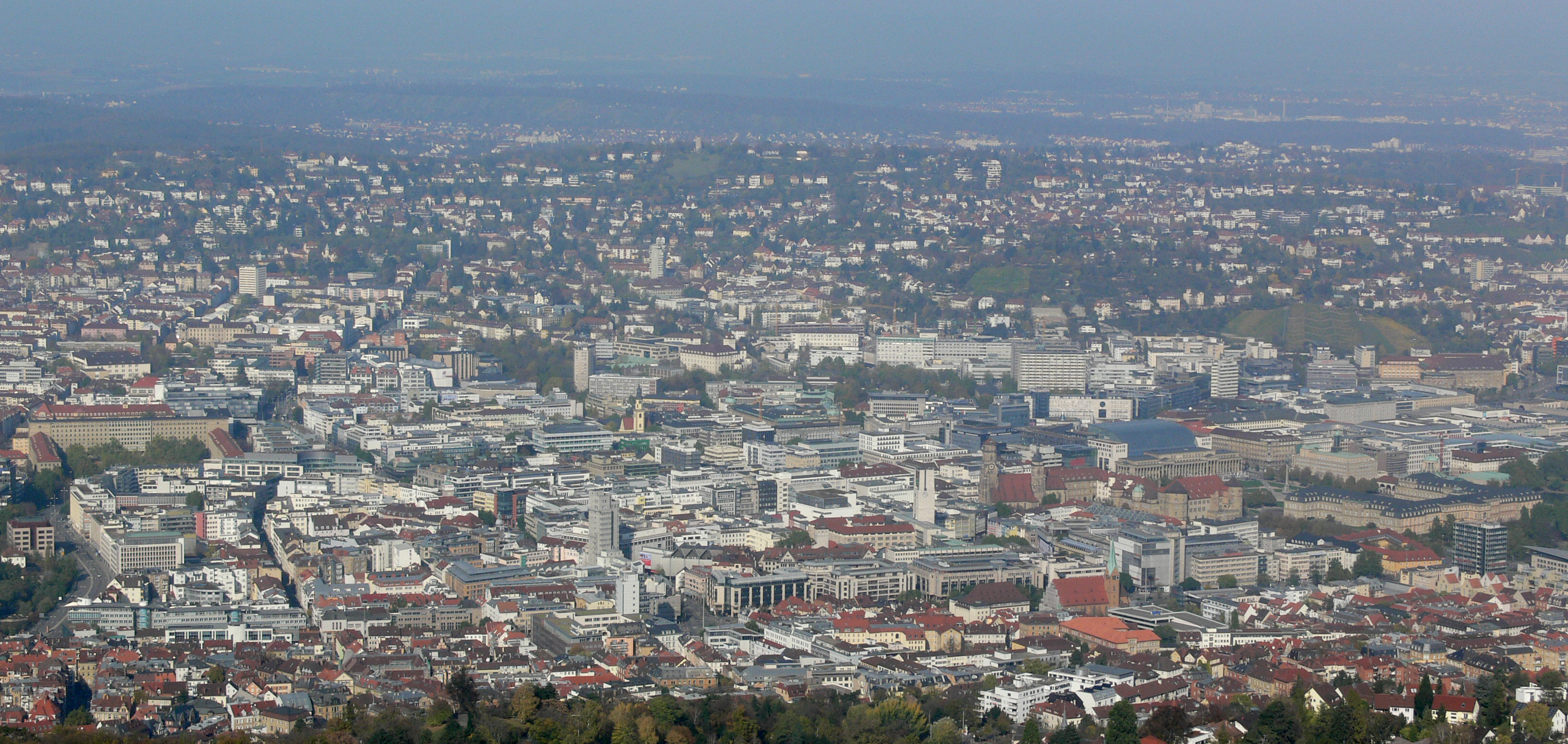
نمایی از اشتوتگارت

منطقهٔ اشتوتگارت (به آلمانی: Regierungsbezirk Stuttgart) نام منطقه‌ای در ایالت بادن-وورتمبرگ کشور آلمان است.